# Interpolació de veí més proper

Interpolació del veí més proper (línies blaves) en una dimensió en un conjunt de dades (uniforme) (punts vermells).

La interpolació del veí més proper (també coneguda com a interpolació proximal o, en alguns contextos, mostreig puntual) és un mètode senzill d'interpolació multivariant en una o més dimensions.

Interpolació del veí més proper en una graella 2D uniforme (punts negres). Cada cel·la de color indica l'àrea en què tots els punts tenen el punt negre de la cel·la com a punt negre més proper.

La interpolació és el problema d'aproximar el valor d'una funció per a un punt no donat en algun espai quan es dona el valor d'aquesta funció en punts al voltant (veïns) d'aquest punt. L'algorisme del veí més proper selecciona el valor del punt més proper i no té en compte els valors dels punts veïns en absolut, donant lloc a un interpolant constant a trossos. L'algoritme és molt senzill d'implementar i s'utilitza habitualment (generalment juntament amb mipmapping) en la representació 3D en temps real per seleccionar valors de color per a una superfície amb textura.

Comparació dels mètodes d'interpolació del veí més proper, lineal, cúbic, bilineal i bicúbic per CMG Lee. Els punts negres corresponen al punt que s'interpola, i els punts vermells, grocs, verds i blaus corresponen a les mostres veïnes. Les seves altures sobre el terra corresponen als seus valors.

## Connexió al diagrama de Voronoi
Per a un conjunt determinat de punts de l'espai, un diagrama de Voronoi és una descomposició de l'espai en cel·les, una per a cada punt donat, de manera que en qualsevol lloc de l'espai, el punt donat més proper es troba dins de la cel·la. Això és equivalent a la interpolació del veí més proper, assignant el valor de la funció en el punt donat a tots els punts dins de la cel·la. Les figures del costat dret mostren per color la forma de les cel·les.

Aquest diagrama de Voronoi és un exemple d'interpolació del veí més proper d'un conjunt aleatori de punts (punts negres) en 2D.